# Evangelio de la esposa de Jesús

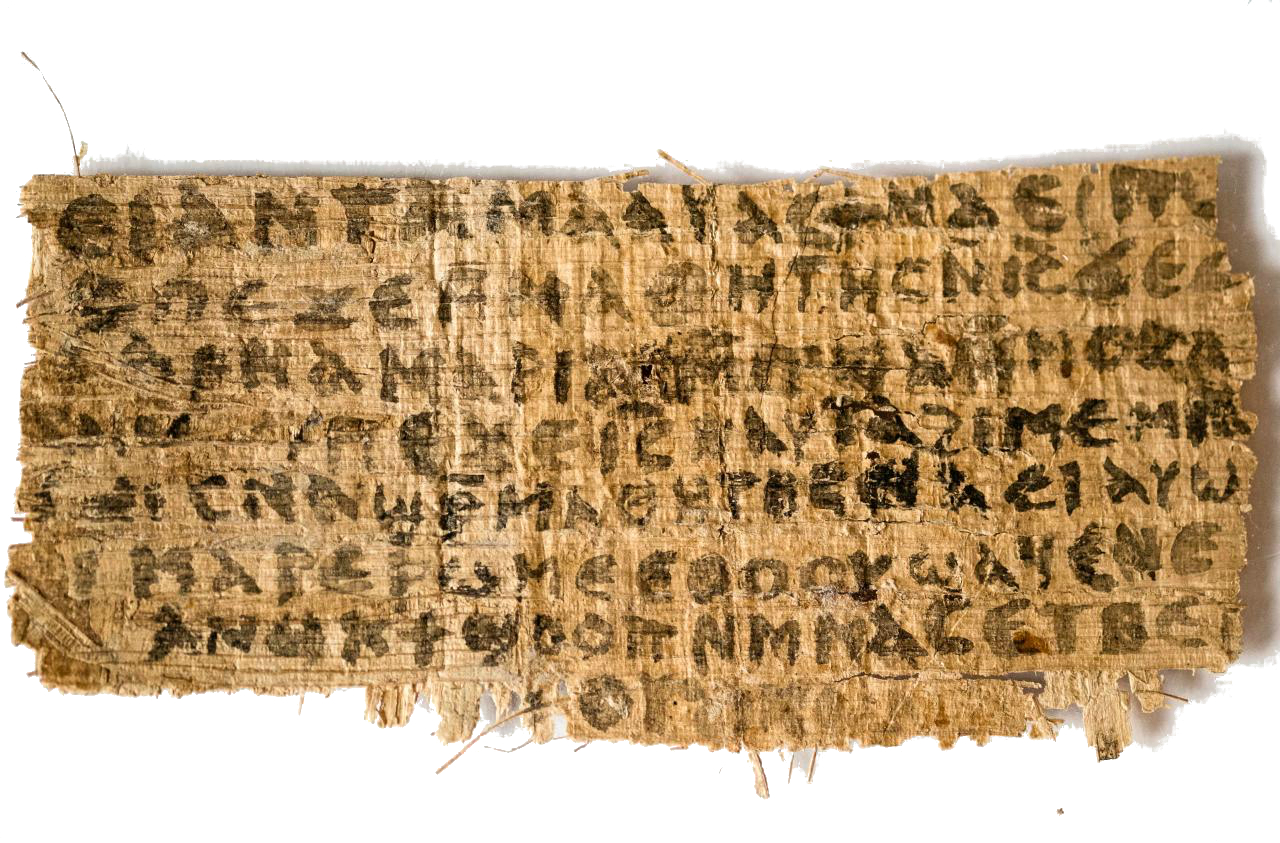
Evangelio de la esposa de Jesús.

El Evangelio de la esposa de Jesús es una pequeña pieza de un antiguo papiro que salió a la luz pública el 18 de septiembre de 2012 y que contiene un escrito en idioma copto que incluye la frase «Jesús les dijo, mi esposa...», lo que sugeriría que, de acuerdo con el autor, Jesús de Nazaret habría estado casado. El fragmento fue catalogado originalmente como una traducción del siglo IV de un evangelio escrito en griego alrededor de la segunda mitad del siglo II.
La profesora Karen Leigh King, quien publicó el papiro, y su colega AnneMarie Luijendijk llamaron al fragmento Evangelio de la esposa de Jesús por temas de referencia. Sin embargo, King  insistió en que el fragmento no debía ser tomado como una prueba de que Jesús, el personaje histórico, estuviera casado en realidad.
Un artículo de investigación de Ariel Sabar en 2016 demostró la falsa historia sobre la proveniencia del papiro. Tras conocer este artículo, la misma King admitió que había sido engañada y afirmó que probablemente el papiro se trataba de una falsificación.

## Contenido

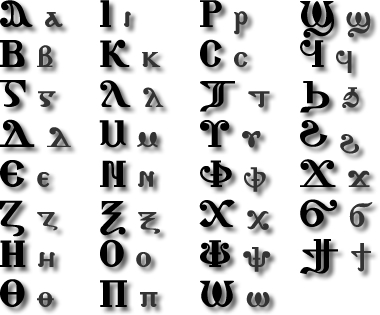
El papiro está escrito en idioma copto.

El primer fragmento del papiro dice «Jesús les dijo: mi esposa...». En otra parte del papiro Jesús habla de su madre y de su esposa, a una de las cuales se refiere como María.
Además, los discípulos discuten si María es digna y Jesús contesta: «puede ser una de mis discípulos». De ser auténtica, esta segunda parte reavivaría el debate sobre si las mujeres tuvieron permiso de Jesús para ser ministras de la fe.

## Características
La lámina está escrita por ambas caras, aunque sólo una de ellas contiene líneas claramente legibles y era presuntamente propiedad de un coleccionista anónimo que contactó a King entre 2010 y finales de 2011 para investigar lo que consideraba una prueba de que Jesús estuvo casado.
Las ocho líneas visibles del fragmento, de 4x8 cm, están escritas con tinta negra en copto.
Está escrito en un dialecto copto del sur de Egipto y que combina caracteres griegos.

## Datación
La profesora Karen King, al presentar el manuscrito, propuso que se trataba de una traducción copta del siglo IV de un original griego de la segunda mitad del siglo II.
En abril de 2014, el Harvard Theological Review publicó en dos artículos los experimentos de datación con carbono 14. Los resultados fueron desfavorables para la hipótesis inicial: el fragmento de papiro se encuadra entre los años 650 y 870 de nuestra era y no en el siglo IV como se creía. La tinta, en cambio, no fue analizada. Por este motivo no se puede saber todavía si fue producida en tiempos modernos o en la antigüedad.

## Autenticidad
Desde su presentación en 2012, el papiro desató fuertes polémicas respecto a su autenticidad.
Cuando salió a la luz, no pocos expertos, basándose en la ponencia de la profesora King, se pronunciaron a favor de la autenticidad del papiro. Se trataría, en efecto, de una traducción del siglo IV de un papiro del siglo II, siendo «el primer pronunciamiento inequívoco que tenemos de Jesús y su esposa». Asimismo, la Universidad de Harvard aseguró que expertos como Roger S. Bagnall, director del Instituto para los Estudios del Mundo Antiguo de la Universidad de Nueva York, consideraban que el fragmento era auténtico, de acuerdo con un análisis del soporte y la escritura.
No obstante, Wolf Peter-Funk, de la Universidad de Quebec, aunque no discutía la autenticidad del papiro, observó que existen miles de fragmentos parecidos al papiro presentado por la profesora King, en los cuales «se leen verdaderas locuras». Estas evidencias llevaron Alberto Camplani y Francis Watson a sugerir que el papiro sería una falsificación: un texto producido en la actualidad mezclando diversos fragmentos bien conocidos del Evangelio de Tomás (un evangelio apócrifo). Watson aseguró además que fragmentos del texto no coinciden gramaticalmente con el resto del papiro, lo que según él, probablemente se trate de una falsificación del siglo XX o XXI. El mismo año de 2012, Andrew Bernhard, profesor de la Universidad de Oxford publicó un artículo detallando cómo un falsificador moderno sin conocimientos del idioma copto pudo haber escrito este texto sobre un retazo de antiguo papiro. en junio de 2016, en un artículo de investigación de The Atlantic, Ariel Sabar dio pruebas fehacientes de que el falsificador había sido Walter Fritz, un antiguo estudiante de egiptología y que se dedicaba a la pornografía.
Al conocer el artículo de Sabar, la profesora Karen King admitió que había sido engañada y que el papiro que ella misma había presentado y dado por auténtico era probablemente una falsificación.